# Naji Abu Nowar
Naji Abu Nowar (* 1981 in Oxford) ist ein britisch-jordanischer Filmregisseur.

## Leben
Nowar kam in Oxford zur Welt. Seine Eltern stammen aus Jordanien, der Vater arbeitet wie beide Brüder Nowars beim Militär. Nowar lebte bis zum Alter von zehn Jahren in England, anschließend in Jordanien und kehrte für seinen Schulabschluss nach England zurück. Am King’s College London studierte er unter anderem Militärstrategie und Kriegsgeschichte und zog 2004 endgültig nach Amman.
Nowar beschäftigte sich zunächst autodidaktisch mit dem Drehbuchschreiben und absolvierte schließlich das Rawi Sundance Screenwriters Lab, das vom Sundance-Institut und der Königlichen Filmkommission Jordanien durchgeführt wurde. Zu seinen Lehrern gehörten Ziad Doueiri und Zach Sklar. Beim Rawi Sundance Screenwriters Lab beendete Nowar sein erstes Drehbuch Shakoush und drehte seinen ersten Kurzfilm Death of a Boxer, der auf zahlreichen internationalen Festivals lief. Mit Theeb, einer 1916 angesiedelten Geschichte um den Beduinenjungen Theeb, erschien 2015 Nowars erster Langspielfilm. Für die Vorbereitung lebte der Regisseur ein Jahr lang mit Beduinen in Jordanien. Der Film wurde 2016 als Beitrag Jordaniens für einen Oscar in der Kategorie Bester fremdsprachiger Film nominiert.

## Filmografie
- 2009: Death of a Boxer (Kurzfilm)
- 2014: Theeb

## Filmpreise
Theeb ist der erste jordanische Film, der für einen Oscar nominiert wurde. Insgesamt erfolgte bis Januar 2017 die Verleihung von 10 Filmpreisen, bei 14 weiteren Nominierungen:

### Auszeichnungen (Auswahl)
- 2014:
  - „Venice Horizon Award“ für die „Beste Regie“ der Internationalen Filmfestspiele von Venedig
  - „Bestes Debüt als Regisseur“ des Camerimage
  - „FIPRESCI-Preis“ und „New Horizons Competition“ des Abu Dhabi Film Festivals

- 2015:
  - „Forward Future Award“ des Beijing International Film Festivals
  - „Jury-Preis für die beste Cinematographie und künstlerische Leitung“ des Cairo International Film Festivals

- 2016:
  - „BAFTA Film Award“ des British Academy Film Awards 2016

### Nominierungen (Auswahl)
- 2014:
  - „Sutherland Award“ des London Film Festivals
  - „Venice Horizons Award“ der Internationalen Filmfestspiele von Venedig

- 2015:
  - „Golden Space Needle Award“ des Seattle International Film Festivals
  - Publikumspreis des Glasgow Film Festivals

- 2016:
  - „Bester fremdsprachiger Film“ der Oscarverleihung 2016